# Teatro reale danese
Il Teatro reale danese (danese: Det Kongelige Teater) è al tempo stesso l'istituto nazionale danese teatrale ed un nome usato per riferirsi alla sua vecchia sede appositamente costruita nel 1874, situata sulla Kongens Nytorv a Copenaghen. Il teatro fu fondato nel 1748, dapprima utilizzato come teatro del re e poi come teatro nazionale. Il teatro offre l'opera, il Balletto Reale Danese, concerti di musica classica (dall'Orchestra Reale Danese, che risale al 1448), e il dramma in diverse località.
L'edificio è stato realizzato secondo i piani del architetto danese Vilhelm Dahlerup (1836-1907). La prima pietra fu posta a Kongens Nytorv il 18 ottobre 1872. L'inaugurazione è stata il 15 ottobre 1874. L'auditorium può ospitare 1.600 visitatori e ha anche un alloggio per la famiglia reale.
L'organizzazione del Royal Danish Theatre è sotto il controllo del Ministero della Cultura danese, e i suoi obiettivi sono di garantire la messa in scena di prestazioni importanti, che rendano giustizia ai vari palcoscenici che controlla.

## Sedi di altri teatri
- L'Old Stage è il Royal Danish Theatre originale costruito nel 1874.
- Il Copenaghen Opera House (Operaen), costruito nel 2004.
- Stærekassen è un teatro Art Deco adiacente al teatro principale. È usato per produzioni drammatiche.
- Royal Danish Playhouse è una sede per il teatro di prosa con tre palcoscenici, inaugurato nel 2008.

## Direttori artistici
Dal 2008 Erik Jacobsen è direttore del Teatro Reale. Per le quattro discipline artistiche i direttori sono i seguenti:
- Direttore Principale: Emmet Feigenberg (* 1954), dal 2008
- Direttore del Balletto: Nikolaj Hübbe (* 1967), dal 2008
- Direttore dell'Opera: Sven Müller (* 1964), dal 2012 [1]
- Direttore musicale: Michael Schønwandt (* 1953) al 2011; Dal 2013 Michael Boder (* 1958)